# Ricardo Lavalle (La Pampa)
Ricardo Lavalle es una localidad del departamento Realicó, en la provincia de La Pampa, República Argentina. Forma parte de la comisión de fomento de Falucho. LLeva su nombre en memoria del estanciero y político Ricardo Lavalle.

## Ubicación
Dista 14 km de la localidad de Realicó por la Ruta Provincial 101 y a 191 km de la ciudad de Santa Rosa.